# Pików
Pików (ukr. Пиків) – wieś w rejonie kalinowskim obwodu winnickiego na Podolu.
Miejsce urodzenia i spoczynku pisarza Jana Potockiego, autora Rękopisu znalezionego w Saragossie. Dziedzicem Pikowa był także Pius Boreyko, absolwent Liceum Krzemienieckiego.
Przedstawione i skomentowane obszernie przez Michała Rolle Wspomnienia z domu rodziców moich i Wigilii Świąt Bożego Narodzenia między rokiem 1812 i 1818 napisała Emilia z Boreyków Hołowińska
Pod rozbiorami siedziba gminy Pików w powiecie winnickim guberni podolskiej.
Istniał tu murowany kościół katolicki, obecnie częściowo zniszczony.
Podczas okupacji hitlerowskiej, we wrześniu 1941 roku Niemcy utworzyli getto dla żydowskich mieszkańców. Przebywało w nim około 1600 osób. 11 czerwca 1942 roku Niemcy zlikwidowali getto, a Żydów zamordowali. 